# Міський стадіон (Подгориця)
Стадіон Под Горицом (чорн. Стадион «Под Горицом» / Stadion «Pod Goricom»), також відомий як Міський стадіон Подгориці — стадіон у столиці Чорногорії місті Подгориця. Головний і найбільший стадіон країни.
Трибуни стадіону вміщують 15,230 глядачів. На стадіоні домашні матчі проводять збірна Чорногорії і футбольний клуб «Будучност». Також на стадіоні проводяться фінали Кубку Чорногорії.
Найвідвідуванішим матчем стадіону став матч між «Будучност» і «Хайдук» 1975 року.

## Стадіон зараз
Стадіон зараз використовується в основному для футбольних матчів, як домашня арена клубу «Будучност» та збірна Чорногорії. Він також служить місцем для ігор інших чорногорських команд, які грають в єврокубках, оскільки він є єдиним стадіоном Чорногорії, який відповідає стандартам УЄФА.
Саме на ньому був зіграний перший матч Збірної Чорногорії проти Угорщини, який закінчився перемогою чорногорців 2:1.
Кілька разів стадіон був реставрований. Останній раз у 2004—2006 роках. У цьому ж році на полі була зроблена заміна газону.